# Giulia Caminito

Giulia Caminito - autoritratto 2020

Giulia Caminito (Roma, 1988) è una scrittrice italiana.

## Biografia
Nata a Roma nel 1988, è laureata in filosofia politica. È figlia di Maurizio Caminito, che è stato direttore delle Biblioteche di Roma.
Ha esordito nella narrativa nel 2016 con il romanzo La grande A, ascrivibile al genere postcoloniale africano e basato su vicende familiari, ricevendo numerosi riconoscimenti tra i quali il Premio Berto, il Premio Bagutta (sezione Opera Prima) e il Premio Brancati (sezione Giovani).
In seguito ha pubblicato la raccolta di racconti Guardavamo gli altri ballare il tango nel 2017, la fiaba La ballerina e il marinaio nel 2018 e il romanzo Un giorno verrà nel 2019, ottenendo con quest'ultimo il Premio Fiesole..
Nel 2021 ha dato alle stampe il suo terzo romanzo, L'acqua del lago non è mai dolce, finalista al Premio Strega 2021, vincitore del Premio Strega Off e del Premio Campiello. 
Del 2024 è il suo quarto romanzo, Il male che non c'è.
Collabora con La Stampa. 

## Opere

### Romanzi
- La grande A, collana Scrittori Giunti, Firenze, Giunti, 2016, ISBN 978-88-09-80456-2, LCCN 2019386477.
- Un giorno verrà, Milano, Bompiani, 2019 ISBN 978-88-452-9633-8.
- L'acqua del lago non è mai dolce, Milano, Bompiani, 2021 ISBN 978-88-301-0324-5.
- Il male che non c'è, Milano, Bompiani, 2024 ISBN 978-88-301-0389-4.

### Racconti
- Guardavamo gli altri ballare il tango, Roma, Elliot, 2017 ISBN 978-88-6993-366-0.

### Letteratura per l'infanzia
- La ballerina e il marinaio (con illustrazioni di Maja Celija), Roma, Orecchio acerbo, 2018 ISBN 978-88-99064-91-4.
- Mitiche. Storie di donne della mitologia greca (con illustrazioni di Daniela Tieni), Roma, La Nuova Frontiera Junior, 2020 ISBN 978-88-98519-82-8.

## Premi e riconoscimenti
- 2017 – Premio Brancati Sezione Giovani, con La grande A
- 2017 – Premio Giuseppe Berto, con La grande A
- 2017 – Premio Bagutta Sezione Opera Prima, con La grande A
- 2019 – Premio Fiesole, con Un giorno verrà
- 2021 – Premio Strega Off, con L'acqua del lago non è mai dolce
- 2021 – Premio Campiello, con L'acqua del lago non è mai dolce